# 뒤발리에 왕조

뒤발리에 왕조(프랑스어: Dynastie des Duvalier, 아이티 크레올어: Dinasti Duvalier)는 부자(父子) 듀발인 프랑수아 뒤발리에 박사(Dr. François Duvalier)와 장클로드 뒤발리에의 통치 기간 동안 1957년부터 1986년까지 거의 29년 동안 지속된 아이티의 독재 세습 독재 정권이었다.

## 역사
1950년 10월 아이티 역사상 처음으로 실시된 직접선거에서 엘리트 흑인 군 대령인 폴 마글루아르가 당선됐다. 1954년 허리케인 헤이즐이 섬을 강타하여 국가 기반시설과 경제를 황폐화시켰다. 허리케인 구호 활동은 부적절하게 분배되고 잘못 사용되었으며 Magloire는 반대자들을 투옥하고 신문을 폐쇄했다. 임기가 끝난 뒤 사임을 거부하자 총파업이 일어나 포르토프랭스 경제가 마비됐고, 마글로아르는 도주해 정부를 혼란에 빠뜨렸다. 1957년 9월 마침내 선거가 치러졌을 때 국민통합당(National Unity Party) 소속의 시골 의사인 프랑수아 뒤발리에가 아이티의 가난한 사람들을 위한 행동주의 플랫폼에서 당선되었다.

## 같이 보기
- 아이티 제국
- 아이티의 역사